# Cedro
Cedro est une municipalité brésilienne située dans l'État du Pernambouc.